# Norwegian International 2001
Die Norwegian International 2001 im Badminton fanden vom 8. bis zum 11. November 2001 in Sandefjord statt.

## Sieger und Platzierte
| Disziplin    | Gold                              | Silber                             | Bronze                           |
| ------------ | --------------------------------- | ---------------------------------- | -------------------------------- |
| Herreneinzel | Irwansyah                         | Bertrand Gallet                    | Anders Malmgren                  |
| Herreneinzel | Irwansyah                         | Bertrand Gallet                    | Jonas Lyduch                     |
| Dameneinzel  | Anu Weckström                     | Tatiana Vattier                    | Kati Tolmoff                     |
| Dameneinzel  | Anu Weckström                     | Tatiana Vattier                    | Tine Høy                         |
| Herrendoppel | Martin Delfs Jonas Glyager Jensen | Bertrand Gallet Jean-Michel Lefort | Manuel Dubrulle Mihail Popov     |
| Herrendoppel | Martin Delfs Jonas Glyager Jensen | Bertrand Gallet Jean-Michel Lefort | Tommy Sørensen Jesper Thomsen    |
| Damendoppel  | Julie Houmann Karina Sørensen     | Tine Høy Mie Nielsen               | Elina Väisänen Maria Väisänen    |
| Damendoppel  | Julie Houmann Karina Sørensen     | Tine Høy Mie Nielsen               | Lina Alfredsson Sara Alfredsson  |
| Mixed        | Tommy Sørensen Karina Sørensen    | Jörgen Olsson Frida Andreasson     | Kasper Kiim Jensen Julie Houmann |
| Mixed        | Tommy Sørensen Karina Sørensen    | Jörgen Olsson Frida Andreasson     | Petri Hyyryläinen Maria Väisänen |

## Finalergebnisse
| Disziplin    | Sieger                            | Finalist                           | Ergebnis                |
| ------------ | --------------------------------- | ---------------------------------- | ----------------------- |
| Herreneinzel | Irwansyah                         | Bertrand Gallet                    | 6–8, 7–2, 3–7, 7–1, 7–3 |
| Dameneinzel  | Anu Weckström                     | Tatiana Vattier                    | 7–0, 7–1, 7–4           |
| Herrendoppel | Martin Delfs Jonas Glyager Jensen | Bertrand Gallet Jean-Michel Lefort | 7–4, 7–2, 8–6           |
| Damendoppel  | Julie Houmann Karina Sørensen     | Tine Høy Mie Nielsen               | 2–7, 7–4, 6–8, 7–1, 7–4 |
| Mixed        | Tommy Sørensen Karina Sørensen    | Jörgen Olsson Frida Andreasson     | 2–7, 8–7, 7–5, 4–7, 7–5 |